# Mathew Pritchard
Mathew Pryderi Pritchard (Cardiff, 30 maart 1973) is een professioneel skateboarder uit Wales, en een van de groepsleden van Dirty Sanchez. Verder werkt hij mee aan het programma Balls of Steel van Channel 4.
Op 7 september 2009 was Pritchard getuige van een ruzie in een supermarkt. Tijdens het proberen sussen van deze ruzie werd hij aangevallen en in zijn nek neergestoken. Na behandeling in het ziekenhuis kon hij weer naar huis. Tijdens de rechtszaak verklaarde Pritchard dat hij de man vroeg om zich fatsoenlijk te gedragen in het bijzijn van vrouwen en kinderen. Toen hier geen gehoor aan gegeven werd zou hij de verdachte de supermarkt uit hebben willen zetten, met als gevolg de steekpartij. De verdachte is tot vijf jaar celstraf veroordeeld.
Sinds 2019 presenteert Pritchard het veganistische kookprogramma Dirty Vegan voor de BBC, vanaf 2021 wordt het programma ook uitgezonden bij de KRO-NCRV.